# Bane (groupe)
Pour les articles homonymes, voir Bane.
Bane, est un groupe de punk hardcore américain, originaire de Worcester, dans le Massachusetts. Bane est un projet parallèle formé en 1995, par Aaron Dalbec (Converge) et Matt Firestone. Le groupe se sépare en 2016.

## Biographie

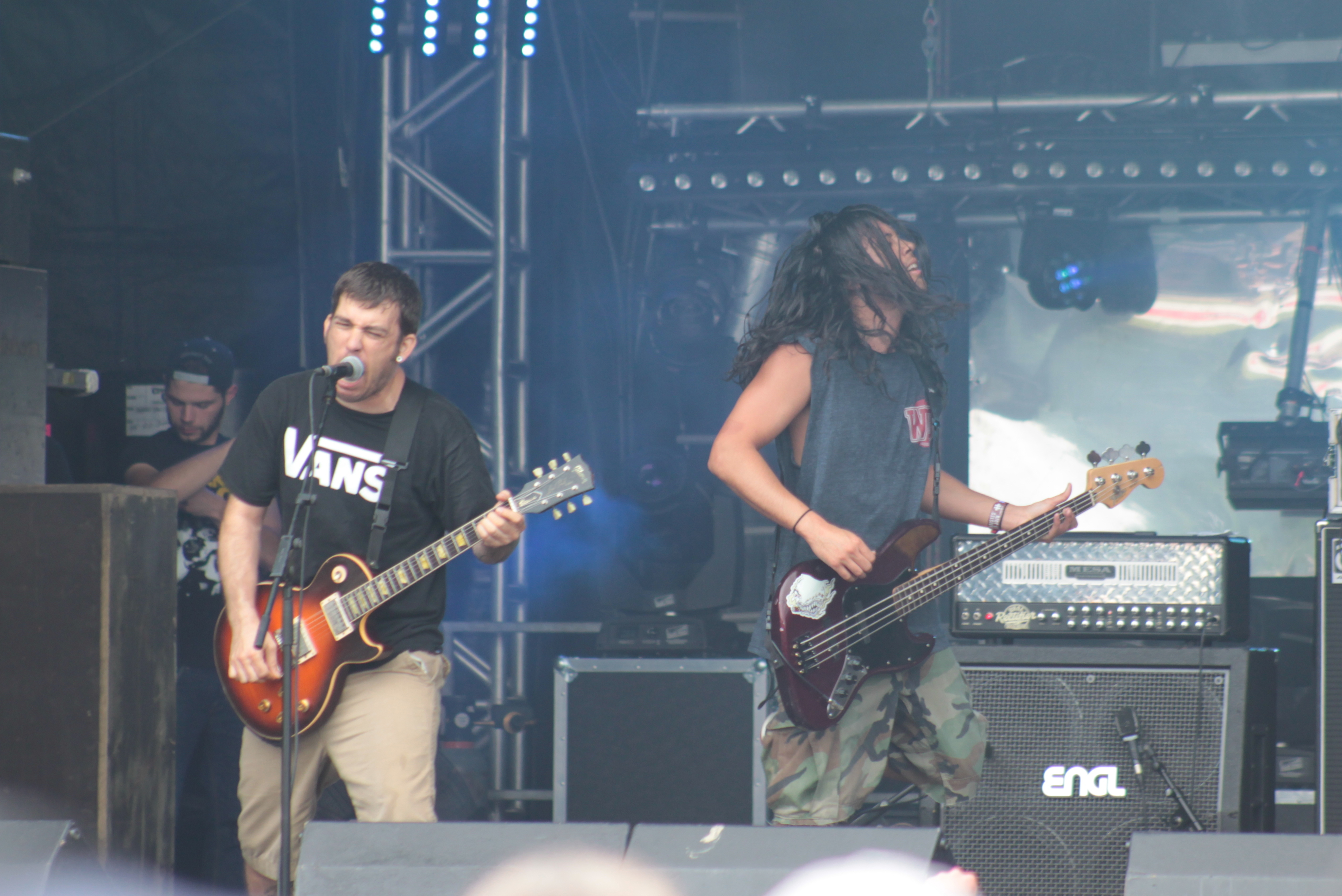
Aaron Dalbec, Brendan Maguire.

Aaron Dalbec rencontre Matt Firestone, avec lequel il fait quelques concerts, sous le nom de Gateway, jusqu'à ce que Firestone le quitte pour se concentrer sur d'autres projets. Dalbec rencontre ensuite Aaron Bedard, alors chanteur de Backbone. Ils entrent en studio en décembre 1995, avec quelques amis, et sortent une démo cinq titres. L'année suivante le groupe sort son premier EP et font de nombreux concerts dans tout le centre du Massachusetts. Les réactions des spectateurs des clubs The Space, The Espresso Bar et The Palladium sont positifs.
Au printemps 1997 sort l'EP Free to Think, Free to Be. En 1998, sort Holding this Moment, un CD collector plus le live de la première tournée américaine. Dans l'un de ses premiers albums, Bane se revendique straight edge, mais sans que ce soit le sujet principal des paroles. Les membres originaux actuels sont straight edge, mais Bob Mahoney et Stu ne le sont pas. Ils commencent toujours les premiers titres avec des références straight edge, comme Count Me Out qui inclut les paroles « Just like this X on the back of my hand, I'm not going nowhere » (« Comme ce X sur le dos de ma main, je ne vais nulle part »).
En mars 2005, ils effectuent une tournée américaine et européenne avec Comeback Kid. La même année, ils publient leur album The Note. Mais les paroles de la chanson Wasted on the Young, issue de l'album, peuvent être interprétées comme une critique des jeunes gens qui se prétendent straight edge, sans savoir de quoi ils parlent. Aaron Dalbec est obligé de quitter ses autres groupes (Converge, Only Crime et Velocity Engine), car Bane lui prend tout son temps.
En 2014, Bane publie son dernier album, Don't Wait Up, puis prévoit une tournée. Ils jouent leur dernier concert le 18 juin 2016 au Worcester Palladium.

## Membres

### Derniers membres
- Aaron Bedard - chant
- Aaron Dalbec - guitare
- Zach Jordan - guitare
- Brendan « Stu » Maguire - basse
- Bob Mahoney - batterie
- Kristin Rondeau - chœurs

### Anciens membres
- Kurt Ballou (Converge) - guitare (premiers concerts)
- Damon Bellardo - batterie (sur la démo, XXX et Free To Think, Free to Be)
- Nick Branigan - batterie (sur It All Comes Down to This, Bane/Adamantium Split, Give Blood)
- Tim Cabana (Gateway) - basse
- Christopher Cardone (Gateway) - basse
- Pete Chilton - basse (premier EP à The Note)
- Ben Chused (Gateway) - batterie (sur Holding this Moment)
- Matthew Firestone - chant
- Brian Hull (Gateway) - batterie
- Joe « Lumpy » Lawrence (Gateway) - chant

## Discographie

### Albums studio
- 1998 : Holding this Moment,
- 1999 : It All Comes Down to This
- 2005 : The Note
- 2010 : Holding this Moment
- 2014 : Don't Wait Up

### Autres
- 2000 : All Systems Go! (compilation)
- 2006 : Ten Years Plus (EP)
- 2009 : At Both Ends Final Issue (compilation 7")[6]

### Reprises
- Just How Much?, de Chain of Strength (compilation All Systems Go!)
- The Truth About Lars, de Lifetime
- Eye for an Eye, de Eye for an Eye (Indecision Records Split)
- We Stand Alone, de Sick of It All (Our Impact Will Be Felt)
- Enjoy, de Björk, Ten Years Plus (EP)